# Гэн Бяо
Гэн Бяо (кит. упр. 耿飚, пиньинь Gěng Biāo, 26 августа 1909, Лилин — 23 июня 2000, Пекин) — политический и государственный деятель Китая, министр обороны КНР в 1981—1982 годах.

## Биография
Родился в уезде Лилин провинции Хунань, с 1922 года работал на свинцово-цинковом руднике близ Шэньяна, вступил в Коммунистический союз молодежи Китая в 1925 году. В 1926 году возглавил неудачную попытку военного выступления шахтёров, после чего организовал и возглавил отдел милиции в округе Чанша в 1928 году. В августе того же года вступил в КПК.
В сентябре 1930 года Гэн Бяо стал начальником штаба 9-й дивизии из третьего корпуса китайской Красной армии, в 1933 году назначен командиром полка. 10 октября 1934 года, вместе с другими участниками великого похода выступил из Жуйцзиня в авангарде 2-го дивизиона, а в начале 1935 года со своими частями захватил критически важные объекты в Лушаньгуане в провинции Гуйчжоу. После прибытия в северную Шэньси Гэн Бяо был тяжело ранен в бою. В 1936 году окончил университет антияпонской военной политики и был назначен начальником штаба 4-го корпуса 4-го фронта Красной армии, которым командовал Чжан Готао.
После начала Второй китайско-японской войны Гэн Бяо стал начальником штаба и заместителем командира по политработе 385 бригады 129 дивизии 8-й армии. Впоследствии Гэн Бяо окончил партийную школу при ЦК КПК и командовал взятием Чжанцзякоу в 1945 году.
В 1946 году Гэн Бяо вместе с Е Цзяньином участвовал в переговорах, инициированных генералом Д. Маршаллом с целью предотвратить гражданскую войну между китайскими коммунистами и гоминьдановцами. После провала переговоров и начала гражданской войны в Китае, Гэн Бяо занимал ряд командных должностей в армии, принимал участие в Пекин-Тяньцзиньской операции 1948 года и взятии Тайюаня.
После образования КНР в 1949 году, Гэн был направлен на дипломатическую работу. Он был послом КНР в Швеции, Пакистане, Мьянме и Албании, посланником в Дании и Финляндии. Вернулся в Китай в 1971 году, где стал начальником отдела внешних связей ЦК КПК, с января 1971 по январь 1979 года заведующий международным отделом ЦК КПК.
6 октября 1976 года, когда Хуа Гофэн произвёл арест банды четырёх и их соратников, Гэн Бяо было приказано взять под контроль все радио- и телевизионные станции в Пекине. В 1978 году Гэн Бяо был назначен вице-премьером Государственного совета КНР, отвечающим за внешние связи, военную промышленности, гражданскую авиацию и туризм. В январе 1979 года он стал членом и генеральным секретарём Центрального военного совета КПК.
В 1981—1982 годах Гэн Бяо был министром национальной обороны, одним из секретарей Гэн Бяо в этот период был будущий лидер Китая Си Цзиньпин. В 1982–1983 годах член Госсовета КНР. В 1983 году стал заместителем председателя Постоянного комитета Всекитайского собрания народных представителей, и председателем комитета по внешним связям. Также был членом Постоянного Комитета Центральной комиссии советников КПК.
Награждён орденом Красной Звезды первого класса.
Умер 23 июня 2000 года в Пекине.